# بوريس (مغني)
بوريس (بالفرنسية: Philippe Dhondt)‏ هو مقدم برامج إذاعية ومغني ومغن مؤلف فرنسي، ولد في 19 مايو 1965 في روبيه في فرنسا.

## وصلات خارجية
- الموقع الرسمي
- بوريس على موقع ميوزك برينز (الإنجليزية)
- بوريس على موقع ميوزك برينز (الإنجليزية)
- بوريس على موقع ديسكوغز (الإنجليزية)
- بوريس على موقع ديسكوغز (الإنجليزية)